# Festival international du film de Toronto 1988
Le Festival international du film de Toronto 1988 est la 13e édition du festival. Il s'est déroulé du 8 au 17 septembre 1988.

## Récompenses
| Award,                             | Film                                        | Réalisateur        |
| ---------------------------------- | ------------------------------------------- | ------------------ |
| Choix du public                    | Femmes au bord de la crise de nerfs         | Pedro Almodóvar    |
| Meilleur film                      | The Outside Chance of Maximilian Glick (en) | Allan A. Goldstein |
| Prix de la critique internationale | Distant Voices, Still Lives                 | Terence Davies     |

## Programme

### Films présentés
- Femmes au bord de la crise de nerfs (Mujeres al borde de un ataque de nervios) de Pedro Almodóvar
- Distant Voices, Still Lives de Terence Davies
- Tu ne tueras point (Krótki film o zabijaniu) de Krzysztof Kieślowski
- Chocolat de Claire Denis
- The Last of England de Derek Jarman
- Objectif Terrienne (Earth Girls Are Easy) de Julien Temple
- Track 29 de Nicolas Roeg
- The Thin Blue Line de Errol Morris
- Le Sorgho rouge (Hóng Gāoliáng) de Zhang Yimou
- Au-delà du vertige (pl) (Wherever You Are...) de Krzysztof Zanussi
- El Amor es una mujer gorda (en) d'Alejandro Agresti
- Le Cours des choses (Der Lauf der Dinge) de Peter Fischli et David Weiss
- Tempos Difíceis de João Botelho
- Rouge (Yin ji kau) de Stanley Kwan
- Une affaire de femmes de Claude Chabrol
- La Bête de guerre (The Beast) de Kevin Reynolds
- Três Menos Eu de João Canijo
- Madame Sousatzka de John Schlesinger
- Tango Bar (es) de Marcos Zurinaga (en)
- Ei de Danniel Danniel (en)

### Canadian Perspective
- The Outside Chance of Maximilian Glick (en) d'Allan A. Goldstein
- Faux-semblants (Dead Ringers) de David Cronenberg
- Milk and Honey (en) de Glen Salzman et Rebecca Yates

### Midnight Madness
- The Decline of Western Civilization Part II: The Metal Years (en) de Penelope Spheeris
- Big Time (en) de Chris Blum
- Hellraiser 2 (Hellbound: Hellraiser II) de Tony Randel
- Heavy Petting d'Obie Benz
- Verbieten verboten de Lothar Lambert
- Smoke 'Em If You Got 'Em de Ray Boseley
- Brand New Day d'Amos Gitaï
- Elmer le remue-méninges (Brain Damage) de Frank Henenlotter